# Greengairs

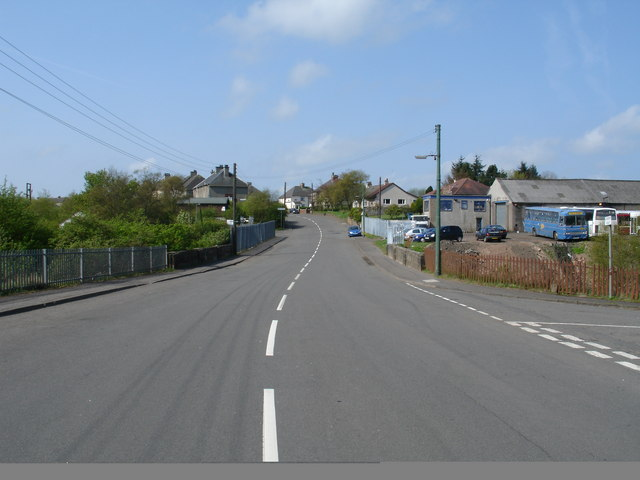
Die Hauptstraße in Greengairs

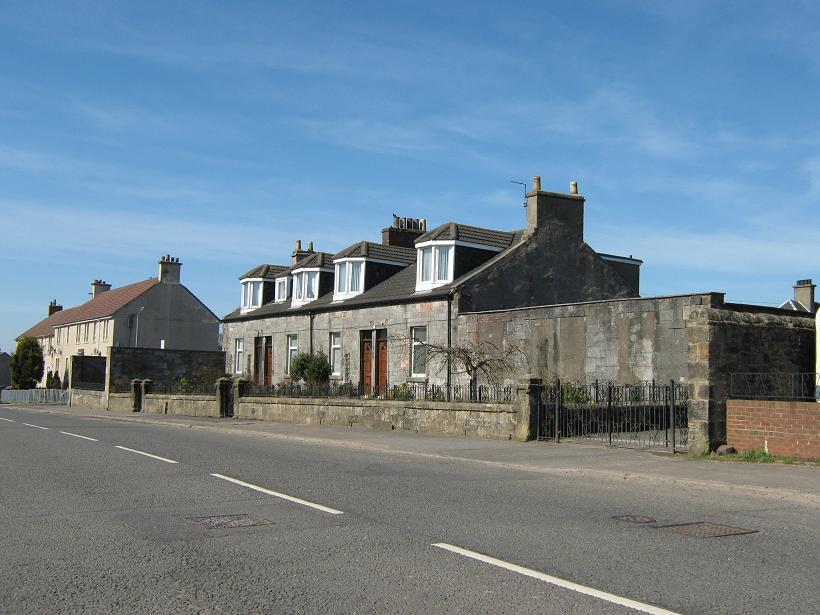
Cottages in Greengairs

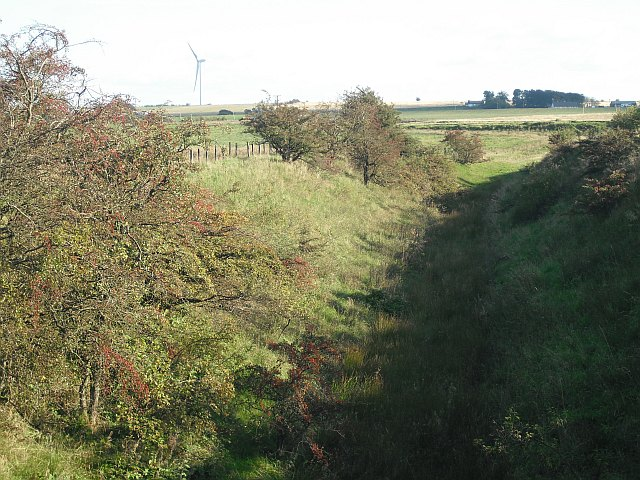
Reste der früheren Güterstrecke

Greengairs ist eine Gemeinde (Community Council Area), die östlich von Glasgow in der Region North Lanarkshire in Schottland liegt.

## Geographie
Greengairs liegt in den Central Lowlands in einer flachwelligen Gegend. Nach Cumbernauld sind es etwa fünf Kilometer im Nordwesten und, etwa gleich weit, nach Airdrie im Südwesten. Kleinere Ortschaften in der Nähe sind Riggend im Westen, Wattston im Südwesten und Avonhead im Südosten.

## Historisches
Im Rahmen der historischen Gliederung Schottlands in Civil Parishes zählt Greengairs zu New Monkland, das zu Lanarkshire gehörte. Seit deren Auflösung bildet es eine eigenständige Gemeinde.

## Wirtschaft
Bedingt durch den Abbau von Kohle und Steinen nahm Greengairs im 19. Jahrhundert einen deutlichen Aufschwung. Viele der Häuser sind in öffentlichem Besitz. Eine Tagebaugrube südlich des Ortes entwickelte sich ab 1990 zu einer der größten Mülldeponien im Vereinigten Königreich. Hier werden im Untergrund bei der Verrottung entstehende Methangase gesammelt und seit 1996 in einem Kraftwerk zur Gewinnung von Strom genutzt.

## Verkehr
Die Hauptstraße von Greengairs bildet die B803, die in Falkirk beginnt und in Coatbridge endet. Von einer Güterstrecke, über die die früher gewonnenen Rohstoffe mit der Eisenbahn abtransportiert worden waren, gibt es noch Überreste.